# Hell Yeah (Rev Theory)
Hell Yeah è il secondo singolo estratto dall'album Light It Up della band Rev Theory. Il brano è stato prodotto da Brian Howes ed è stato pubblicato ufficialmente il 25 marzo 2008.
Utilizzata come musica principale di WWE One Night Stand 2008, come colonna sonora della serie TV Blue Mountain State, e anche per essere stata scelta come intro dai Detroit Red Wings.

## Video musicale
Il video musicale della canzone è stato prodotto da Travis Kopach, che aveva già lavorato con band come Panic at the Disco e i Black Tide. Inoltre al video ha partecipato anche la superstar della WWE Ashley Massaro.